# Специфично електрическо съпротивление
Специфичното електрическо съпротивление (или само специфично съпротивление) е мярка за противопоставянето на материала на протичането на електрически ток. С ниско специфично съпротивление се характеризират материалите, които позволяват лесно движение на електрически заряди. Единицата за специфично електрическо съпротивление в системата SI е ом.метър (Ωm). Означава се с ρ (ро).

## Дефиниция
Специфичното съпротивление на даден материал се определя от следното уравнение:
{\displaystyle \rho ={{RS} \over L}}
където
R е електрическото съпротивление на хомогенен образец от материала, измерено в омове;
Lе дължината на образеца, измерена в метри;
S е сечението на образеца, измерено в квадратни метри.
Специфичното съпротивление може да се дефинира и като:
{\displaystyle \rho ={E \over J}}
където
E е интензитетът на електрическото поле (измерено във волт на метър, V/m)
J е плътността на тока (измерена в ампер на квадратен метър, A/m2)
И още една дефиниция – специфичното съпротивление може да се изрази като реципрочна стойност на специфичната електропроводимост σ (сигма) на съответния материал:
{\displaystyle \rho ={1 \over \sigma }.}